# Diego Gurri
Diego Gurri, vollständiger Name Diego Martín Gurri Bentancor, (* 23. Februar 1993 in Montevideo) ist ein uruguayischer Fußballspieler.

## Karriere
Der 1,76 Meter große Mittelfeldakteur Gurri steht mindestens seit der Apertura im Profikader von Boston River. In den Zweitligaspielzeiten 2013/14 bis 2015/16 bestritt er insgesamt 53 Spiele in der Segunda División und schoss elf Tore. Er stieg mit dem Klub in die Primera División auf und kam in der Saison 2016 in 14 Erstligabegegnungen zum Einsatz. Dabei erzielte er zwei Treffer. In der Saison 2017 absolvierte er zunächst drei weitere Erstligapartien (kein Tor) für den Klub und wurde Mitte Februar an den argentinischen Verein CA Tigre verliehen. Nach fünf persönlich torlosen Erstligaeinsätzen kehrte er Mitte Juli 2017 zu Boston River zurück.